# صلح رايسفايك
صلح رايسفايك هي مجموعة اتفاقيات عقدت في مدينة رايسفايك في جمهورية هولندا ما بين تاريخي 20 سبتمبر و30 أكتوبر 1697 لأجل وقف حرب التسع سنوات وحرب الملك ويليام بين مملكة فرنسا من جهة ودول حلف أوغسبورغ المؤلف من جمهورية هولندا وإنجلترا وإسبانيا والإمبراطورية الرومانية المقدسة من جهة. وقد عقدت الاتفاقية بسبب انتشار المجاعة في أوروبا بسبب الحرب وتعرض كل الأطراف إلى خسائر كثيرة. لم تكن هذه الاتفاقية الا هدنة، حيث عادت حرب الخلافة الإسبانية ألتي عمت أوروبا في سنة 1701 بعد وفاة ملك إسبانيا كارلوس الثاني.